# Leucotrichum mortonii
Leucotrichum mortonii là một loài thực vật có mạch trong họ Polypodiaceae. Loài này được (Copel.) Labiak mô tả khoa học đầu tiên năm 2010.